# Нивлюяха
Нивлюяха (устар. Нивлю-Яха) — река в России, протекает по Ямало-Ненецкому АО. Устье реки находится в 84 км по правому берегу реки Ягенетта. Длина реки составляет 59 км. В 20 км от устья по правому берегу реки впадает река Ядьяха.

## Данные водного реестра
По данным государственного водного реестра России относится к Нижнеобскому бассейновому округу, водохозяйственный участок реки — Пур, речной подбассейн реки — подбассейн отсутствует. Речной бассейн реки — Пур.
Код объекта в государственном водном реестре — 15040000112115300059217.